# Chapelle Saint-Jacques de Vendes
Pour les articles homonymes, voir chapelle Saint-Jacques.
La chapelle Saint-Jacques de Vendes est une chapelle située en France sur la commune de Bassignac (Cantal), en région Auvergne-Rhône-Alpes.

## Localisation
Le monument se trouve dans le hameau de Vendes.

## Historique
Un sanctuaire existe à cet emplacement depuis l’Antiquité, en raison de l’importance de l’agglomération et de son éloignement du chef-lieu. En 920, Artaud de Charlus aurait fait don du prieuré de Vendes au doyenné de Mauriac. La chapelle actuelle est édifiée à la transition des XIe et XIIIe siècles. La nef a été modifiée au fil du temps, notamment au niveau de la voûte et des ouvertures. L’entrée a été transformée en 1778, date inscrite sur le linteau du tympan,.

### Protection
L'église de Vendes est classée au titre des monuments historiques par arrêté du 17 février 1972.

## Description
L’église se compose d’une nef rectangulaire et d’une abside semi-circulaire. La nef est couverte d’une fausse voûte en plâtre et communique avec le chœur par un arc en plein cintre à double rouleau. Les chapiteaux présentent un décor sculpté caractéristique de la région de Mauriac. La façade ouest s’ouvre par une porte en plein cintre avec tympan daté de 1778. Le clocher-mur, en pignon aigu, est percé de deux baies et surmonté d’une croix antéfixe.